# Oospila permagna
Oospila permagna är en fjärilsart som beskrevs av W. Warren 1909. Oospila permagna ingår i släktet Oospila och familjen mätare. Inga underarter finns listade i Catalogue of Life.